# (36313) 2000 KE67
2000 KE67 (asteroide 36313) é um asteroide da cintura principal. Possui uma excentricidade de 0.16997160 e uma inclinação de 23.11882º.
Este asteroide foi descoberto no dia 31 de maio de 2000 por LINEAR em Socorro.